# Blaye-les-Mines
Blaye-les-Mines – miejscowość i gmina we Francji, w regionie Oksytania, w departamencie Tarn.
Według danych na rok 1990 gminę zamieszkiwało 3227 osób, a gęstość zaludnienia wynosiła 363 osób/km² (wśród 3020 gmin regionu Midi-Pireneje Blaye-les-Mines plasuje się na 106. miejscu pod względem liczby ludności, natomiast pod względem powierzchni na miejscu 1175.).